# Shinchokusen-wakashū
Shinchokusen-wakashū (jap. 新勅撰和歌集 auch: 新勅撰集 Shinchoku-senshū, dt. etwa Neue kaiserliche Waka Sammlung) ist eine Waka-Anthologie, die vom bereits abgelösten Tennō Go-Horikawa (1212–1234) in Auftrag gegeben und ca. 1234 fertiggestellt wurde. Der Kompilator der Anthologie war Fujiwara no Teika (1162–1241). Die Anthologie umfasst 20 Rollen mit insgesamt 1.376 Waka.
Die Auswahl umfasst: 47 Gedichte von Fujiwara no Ietaka, 36 von Fujiwara no Yoshitsune, 35 von Fujiwara no Shunzei, 30 von Saionji Kintsune und 27 von Jakuren.